# ألفرد جيمس دافي
ألفرد جيمس دافي هو سياسي نيوزيلندي، ولد في 16 أكتوبر 1886، وتوفي في 2 أكتوبر 1961. انتخب عضو مجلس النواب النيوزيلندي ‏.